# Tafeltennis op de Olympische Zomerspelen 1996

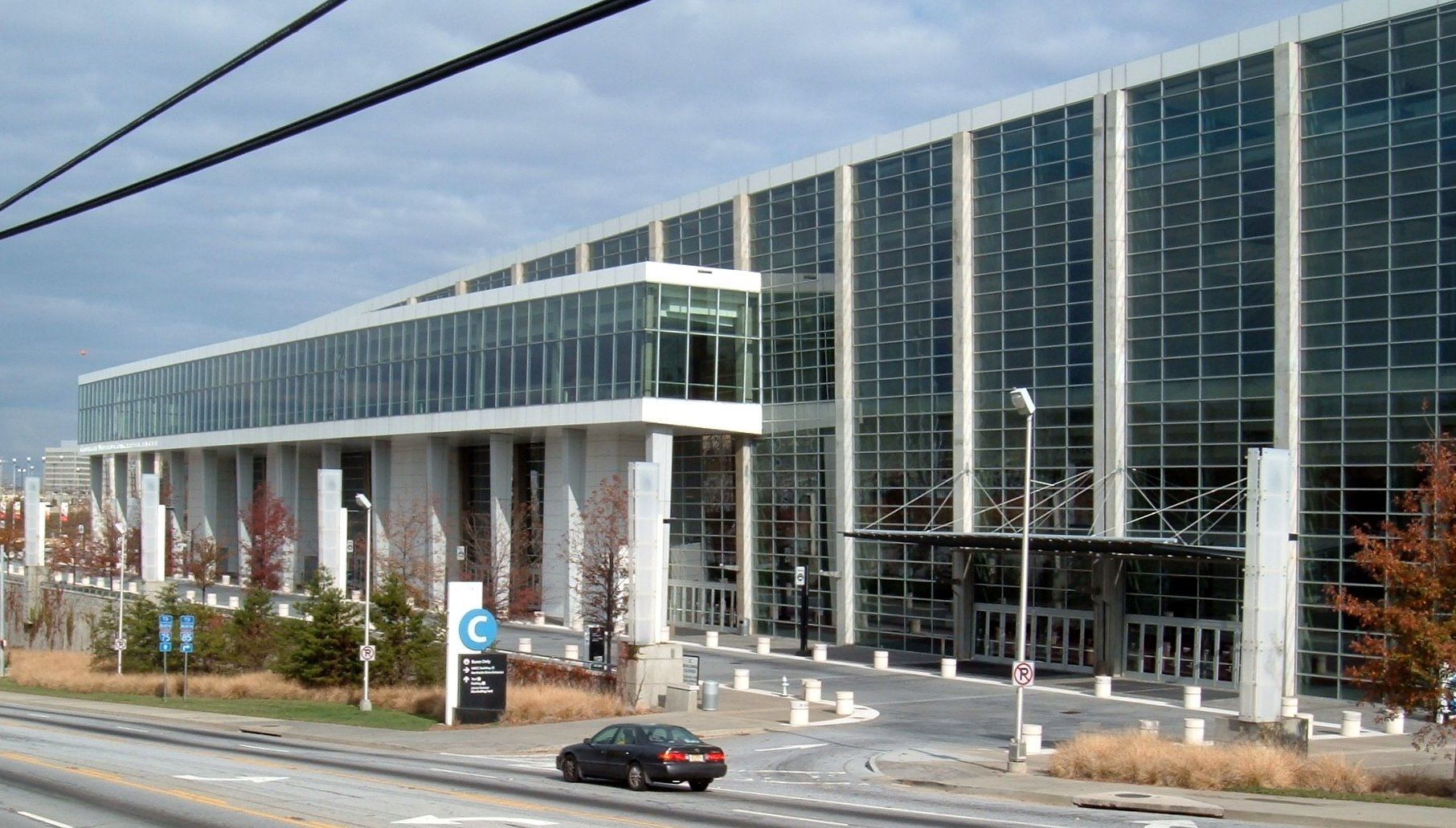
Georgia World Congress Center, waar het toernooi gehouden werd

Tafeltennis is een van de sporten die beoefend werden tijdens de Olympische Zomerspelen 1996 in Atlanta. De competitie werd georganiseerd in het Georgia World Congress Center. 
Voor Nederland namen zowel Mirjam Hooman-Kloppenburg als Bettine Vriesekoop voor de derde en laatste keer deel. Voor Gerdie Keen en Emily Noor was dit het eerste en tegelijk laatste Olympische toernooi, voor zowel Trinko Keen als Danny Heister het eerste. De Nederlandse vrouwen lagen er na de eerste speelronde allemaal uit. Noor speelde alleen in het dubbelspel en verloor daarin samen met Vriesekoop, die ook de eerste schifting in het enkelspel niet overleefde. Hooman-Kloppenburg en Keen verloren ieder hun eerste enkelspelronde en samen de eerste dubbelspelronde. Voor de twee Nederlandse mannen eenzelfde verhaal. Keen speelde alleen het dubbelspel en verloor daarin in de eerste ronde samen met Heister. Die laatste verloor ook in de eerste ronde van het enkelspel.

## Heren

### enkelspel
| rang   | sporter           | land |
| ------ | ----------------- | ---- |
| Goud   | Liu Guoliang      | CHN  |
| Zilver | Wang Tao          | CHN  |
| Brons  | Jörg Roßkopf      | GER  |
| 4      | Petr Korbel       | CZE  |
| 5      | Johnny Huang      | CAN  |
| 5      | Vladimir Samsonov | BLR  |
| 5      | Kim Taek-soo      | KOR  |
| 5      | Jean-Michel Saive | BEL  |

### dubbelspel
| rang   | sporters                          | land |
| ------ | --------------------------------- | ---- |
| Goud   | Kong Linghui Liu Guoliang         | CHN  |
| Zilver | Lu Lin Wang Tao                   | CHN  |
| Brons  | Lee Chul-seung Yoo Nam-kyu        | KOR  |
| 4      | Steffen Fetzner Jörg Roßkopf      | GER  |
| 5      | Koji Matsushita Hiroshi Shibutani | JPN  |
| 5      | Kang Hee-chan Kim Taek-soo        | KOR  |
| 5      | Jörgen Persson Jan-Ove Waldner    | SWE  |
| 5      | Damien Éloi Jean-Philippe Gatien  | FRA  |

## Dames

### enkelspel
| rang   | sporter       | land |
| ------ | ------------- | ---- |
| Goud   | Deng Yaping   | CHN  |
| Zilver | Chen Jing     | TPE  |
| Brons  | Qiao Hong     | CHN  |
| 4      | Liu Wei       | CHN  |
| 5      | Chan Tan Lui  | HKG  |
| 5      | Kim Hyon-hui  | PRK  |
| 5      | Chire Koyama  | JPN  |
| 5      | Nicole Struse | GER  |

### dubbelspel
| rang   | sporters                   | land |
| ------ | -------------------------- | ---- |
| Goud   | Deng Yaping Qiao Hong      | CHN  |
| Zilver | Liu Wei Qiao Yunping       | CHN  |
| Brons  | Park Hae-jung Ryu Ji-hae   | KOR  |
| 4      | Kim Moo-kyo Park Kyung-ae  | KOR  |
| 5      | Chai Po Wa Chan Tan Lui    | HKG  |
| 5      | Chire Koyama Taeko Todo    | JPN  |
| 5      | Irina Palina Jelena Timina | RUS  |
| 5      | Chen Chiu Tan Chen Jing    | TPE  |

## Medaillespiegel
| rang   | land           | goud | zilver | brons | totaal |
| ------ | -------------- | ---- | ------ | ----- | ------ |
| 1      | China          | 4    | 3      | 1     | 8      |
| 2      | Chinees Taipei | 0    | 1      | 0     | 1      |
| 3      | Zuid-Korea     | 0    | 0      | 2     | 2      |
| 4      | Duitsland      | 0    | 0      | 1     | 1      |
| totaal | totaal         | 4    | 4      | 4     | 12     |

Seoel 1988 · 
Barcelona 1992 · 
Atlanta 1996 · 
Sydney 2000 · 
Athene 2004 · 
Peking 2008 · 
Londen 2012 · 
Rio de Janeiro 2016 ·
Tokio 2020 ·
Parijs 2024 ·
Los Angeles 2028
Medaillewinnaars 
Atletiek · Badminton · Basketbal · Boksen · Boogschieten · Gewichtheffen · Gymnastiek · Handbal · Hockey · Honkbal · Judo · Kanovaren · Moderne vijfkamp · Paardensport · Roeien · Schermen · Schietsport · Schoonspringen · Softbal · Synchroonzwemmen · Tafeltennis · Tennis · Voetbal · Volleybal · Waterpolo · Wielersport · Worstelen · Zeilen · Zwemmen